# Marie Steiner
Marie Steiner, nata Marie von Sivers (Włocławek, 14 marzo 1867 – Beatenberg, 27 dicembre 1948), è stata un'esoterista e teosofa tedesca con cittadinanza russa naturalizzata austriaca, moglie di Rudolf Steiner e cofondatrice della Società Antroposofica.
Diede un notevole contributo allo sviluppo dell'antroposofia, al rinnovo delle arti drammatiche quali euritmia, declamazione e recitazione, e promosse la redazione e la pubblicazione della proprietà letteraria di Rudolf Steiner.

## Vita e attività
Marie von Sivers nacque a Włocławek, oggi in Polonia ma allora facente parte dell'Impero russo. Il padre, Jacob von Sivers (1813-1882), discendente da una nobile famiglia di Tedeschi del Baltico proveniente dalla Livonia, era un ufficiale dell'esercito russo con il grado di tenente-generale, comandante di stanza in città. La madre, Caroline Baum (1834-1912), proveniva da una famiglia di origini tedesche di Neuwied, in Renania, che si era stabilita nella Russia settentrionale ad Arcangelo.
Negli anni tra il 1874 e il 1875 la famiglia si spostò a Riga a causa di un trasferimento di servizio del padre, e due anni più tardi, a conclusione della sua carriera militare, a San Pietroburgo. Qui Marie frequentò una scuola privata tedesca. Dopo aver seguito uno dei fratelli che aveva deciso di dedicarsi ai poveri in una fattoria nei pressi di Novgorod, dove Marie lavorò insegnando ai contadini, nel 1894 fece ritorno a San Pietroburgo.

### L'ingresso nella Società Teosofica
Era diventata una donna ben istruita, e parlava correntemente in russo, tedesco, inglese, francese e italiano. Cominciò a studiare teatro e recitazione non solo a Pietroburgo, ma anche a Parigi e Berlino. Édouard Schuré la contattò perché traducesse in tedesco il suo libro I grandi iniziati. A Londra entrò in contatto con la Società Teosofica per il tramite della contessa Wachtmeister, amica di Madame Blavatsky.
Marie soggiornò a lungo anche in Italia, dove frequentò le lezioni di Giosuè Carducci, conobbe Giovanni Pascoli, e partecipò attivamente alla fondazione della società teosofica italiana.

### L'incontro con Steiner
In procinto di trasferirsi definitivamente a Firenze, fu richiamata a Berlino per sostituire gli anziani conti Brockdorff alla guida della sezione teosofica tedesca.
Qui conobbe Rudolf Steiner, col quale si trovò subito in sintonia. In lui Marie vedeva l'uomo destinato a salvare l'Occidente dalla decadenza dei valori spirituali in cui era caduto. All'inizio, Marie collaborò con Steiner alla fondazione della rivista Lucifer: lui scriveva i testi mentre lei ne curava le spedizioni. A causa tuttavia dei numerosi impegni di Steiner e della sua attività di conferenziere in tutta Europa, la rivista dovette chiudere nel 1908 nonostante la vertiginosa crescita degli abbonati. Nello stesso anno Marie fondò la Casa Editrice Filosofico-teosofica (in seguito «Antroposofica»).
Dopo che nel 1911 Steiner abbandonò la Società Teosofica, Marie si impegnò nel nuovo indirizzo antroposofico da lui intrapreso, mettendo a disposizione della sua «scienza dello spirito» la propria elevata cultura e sensibilità, e in particolare i propri talenti artistici, derivanti dalla sua formazione. Dal connubio con Steiner, rivolto adesso a valorizzare soprattutto l'arte come strumento di formazione spirituale, in quanto forza armonica capace di conferire all'idea sovrasensibile una manifestazione tangibile, ebbero origine i drammi misterici steineriani come: La porta dell'Iniziazione (1910), La prova dell'anima (1911), Il guardiano della soglia (1912), Il risveglio delle anime (1913).

### Altri contributi all'antroposofia
Marie diede inoltre un impulso determinante all'arte della parola e dell'euritmia, che sotto la sua guida si sarebbe sviluppata in tre direzioni principali: come arte scenica, come parte integrante della pedagogia Waldorf, e come metodo terapeutico. Sotto la sua tutela, furono fondate due scuole di euritmia, a Berlino e a Dornach, in Svizzera. Qui venne creato tra l'altro un luogo apposito per le rappresentazioni teatrali e le attività antroposofiche, il Goetheanum.
Il 24 dicembre 1914 Marie von Sivers sposò Steiner (dopo che la prima moglie di questi, Anna Eunicke, era morta nel 1911), acquisendo la cittadinanza austriaca e iniziando a utilizzare il nome Marie Steiner o Marie Steiner-von Sivers. Sempre a partire dal 1914, Rudolf Steiner aveva espresso una serie di volontà che intendevano fare di Marie l'erede di tutta la sua opera e proprietà, oltre che suo successore nella direzione del movimento antroposofico.
Alla morte di Rudolf Steiner nel 1925, in virtù dell'investitura ricevuta dal marito, Marie continuò la sua opera in seno alla Società Antroposofica, dalla quale tuttavia sarà estromessa, per espresso volere di Albert Steffen.
Fra i suoi ultimi atti di rilievo vi fu la creazione a Dornach di una Fondazione antroposofica, che raccogliendo il lascito di Rudolf Steiner ne avrebbe pubblicato l'intera Opera Omnia, comprendente più di 300 volumi in lingua tedesca, che vengono ancora oggi tradotti in numerose lingue.
Come Rudolf Steiner, sua moglie Maria fece parte della Massoneria.

## Opere
- Aphoristisches zur Rezitationskunst, Der kommende Tag, Stoccarda 1922
- Aus dem Wirken von Marie Steiner. Gesammelte Aufsätze (hg. v. Edwin Froböse), Rudolf-Steiner-Nachlassverwaltung, Dornach 1951
- Rudolf Steiner und die Künste. Ein Aufsatz aus dem Jahr 1927, Rudolf-Steiner-Nachlassverwaltung, Dornach 1961
- Die Anthroposophie Rudolf Steiners. Einleitungen und Vorworte zu den Erstveröffentlichungen von Rudolf Steiners Werken (Gesammelte Schriften 1), Dornach 1967 ISBN 3-7274-5157-2
- Gedichte – Übertragungen – Aphorismen, Dornach 1969; 2ª 1988 ISBN 3-7274-5233-1
- Rudolf Steiner und die Redenden Künste. Eurythmie, Sprachgestaltung und Dramatische Kunst. Gesammelte Aufsätze und Berichte (Gesammelte Schriften 2), Rudolf-Steiner-Verlag, Dornach 1974 ISBN 3-7274-5169-6

### Traduzioni
- Marie e Rudolf Steiner, Arte della parola (Sprachgestaltung) e arte drammatica, Milano, Antroposofica, 2009